# Xishan (socken i Kina, Guangxi, lat 24,23, long 107,19)
Xishan (kinesiska: 西山乡, 西山) är en socken i Kina. Den ligger i den autonoma regionen Guangxi, i den södra delen av landet, omkring 190 kilometer nordväst om regionhuvudstaden Nanning. Antalet invånare är 15522. Befolkningen består av 7 547 kvinnor och 7 975 män. Barn under 15 år utgör 25,0 %, vuxna 15-64 år 63 %, och äldre över 65 år 10,0 %.
Genomsnittlig årsnederbörd är 1 775 millimeter. Den regnigaste månaden är juni, med i genomsnitt 345 mm nederbörd, och den torraste är februari, med 29 mm nederbörd.